# Нуклеосинтез у кілонових
Нуклеосинтез у кілонових — процес, при якому, внаслідок злиття двох нейтронних зір (НЗ) або нейтронної зорі та чорної діри (ЧД), спалахує кілонова й утворюються хімічні елементи важчі за водень.

## Типи реакцій нуклеосинтезу
Розглянемо й визначимо, який з них є найбільш істотним для аналізу для випадку подвійних систем НЗ та НЗ/ЧД[оригінальне дослідження?], такі п'ять типів ядерних процесів:
1. s-процес
2. r-процес
3. p-процес
4. νp-процес[розшифрувати абревіатуру]
5. rp-процес

### Процеси, в яких захоплюються протони
Природу усіх цих процесів, окрім s-процесу, зазвичай відносять до фаз вибухового горіння, які, з певною ймовірністю, пов'язують із колапсом ядра внаслідок спалаху наднової у масивних зорях. У публікації Тгієлеманна та ін. зазначено, що класичний p-процес відбувається у зовнішніх шарах зір під час вибухового горіння Ne/O, яке ініціюється проходженням ударної хвилі наднової, і діє за допомогою реакцій фотодезінтеграції, в ході реакції утворюючи сусідні, багаті протонами, ізотопи вже існуючих важких ядер, через що вважається вторинним. На додаток до цього, відомо, що та кількість багатих протонами ізотопів, яка є у природі, не може бути утворена в реакціях захоплення нейтрона. Наразі найбільш переважний механізм для тих 32 p-ізотопів між Se та Hg є фотодезінтеграція (фотоядерна реакція) середовища та важких елементів при високих температурах на пізніх стадіях еволюції масивних зір.
νp-процес, як зазначили Тгієлеманн та ін., відбувається у вибухових середовищах, коли багата протонами речовина викидається під впливом нейтрино внаслідок колапсу ядра наднової. Отже і цей процес, виходячи з логічних міркувань, не описує нуклеосинтез у кілонових[джерело?]. rp-процес так само відбувається тільки у випадку ядер, збагачених протонами. Зазвичай, такий процес може статися в подвійній системі з нейтронної зорі та зорі-донора, речовина з якої перетікає на компактний об'єкт. У такій конфігурації через великі значенні гравітаційних полів речовина з донора нагрівається до {\textstyle 10^{8}} K.

### Процеси захоплення нейтронів
Такі механізми поділяють на два типи — повільний (s-процес) та швидкий (r-процес). Виходячи з роботи Метзґера та ін., який, власне, увів поняття кілонової, характерний час для досягнення піку електромагнітного випромінювання внаслідок зіткнення подвійної системи визначається зі співвідношення:{\displaystyle t_{peak}\approx 0.5d\left({\dfrac {v}{0.1c}}\right)^{-1/2}\left({\dfrac {M_{ej}}{10^{-2}M_{\odot }}}\right)^{1/2}}Оскільки час зіткнення має порядок однієї доби, то s-процес практично неможливий, бо він має характерний час перебігу порядку {\textstyle 10^{3}} років.
Перебіг r-процесу в кілонових підтверджує низка авторів. У роботі Латтімера 1974 року, після побудови простої моделі взаємодії й обрахунку кількості речовини НЗ, яка викидається до міжзоряного середовища внаслідок зіткнення НЗ та ЧД, було визначено, що викинута кількість речовини може бути доволі добре зіставлена з поширеністю елементів, які утворюються у r-процесі. Висновок роботи полягає, зокрема, у тому, що та частина речовини, яка була викинута, сильно нейтронізована, має достатні концентрації для участі у r-процесі, та, навіть, відповідає спостережній у Сонячній системі поширеності важких елементів. У роботі Ейхлера 1989 року було зазначено, що r-процес також відбувається під час зіткнення двох нейтронних зір. Такий висновок було зроблено з тих міркувань, що у нейтронної зорі-донора при досягненні деякої маси (0,09 M☉) відбувається вибухова денейтронізація, яка описується так званою моделлю «здирання» (англ. stripping) Кларка та Ердлі.

## Модель «злиття»
Модель «злиття» була вперше якісно описана Фрейбурґгаусом та ін. і являє собою дві нейтронні зорі, які утворюють тісну подвійну систему, і, внаслідок втрати моменту імпульсу на випромінення гравітаційних хвиль, зближуються одна з одною. Як результат, кінцевим об'єктом злиття стає або надмасивна нейтронна зоря або чорна діра, причому частина речовини викидається з системи або у вигляді джета, або у вигляді вітру. У вищезгаданій роботі було зроблено дуже багато вагомих, для теорії кілонових, висновків[оригінальне дослідження?]. По-перше, знову ж таки, обрахунки підтвердили те, що викид маси при взаємодії системи з двох НЗ, який є порядку 0,001 — 0,01 M☉, повністю пояснює поширеність важких елементів r-процесу у Галактиці у випадку, коли вся ця маса є продуктом швидкого нейтронного захоплення. По-друге, визначений регіон r-процесу, який обмежується концентраціями нейтронів {\textstyle 10^{23}-10^{33}cm^{-3}}, на якому для найменшого обрахованого значення частки електронів {\displaystyle Y_{e}} = 0,05 максимальна температура набуває значення близько 0,5 {\displaystyle T_{9}} (тут і далі {\displaystyle T_{n}=T*10^{n}} K), а для найбільшого {\displaystyle Y_{e}} = 0,15 — близько 1,4 {\displaystyle T_{9}}. Також, за допомогою графіку нагріву для екстремально малих проміжків часу до температур ядерної статистичної рівноваги, було показано, що умови нуклеосинтезу не залежать від початкових температур викинутої речовини. Крім того, було визначено, що значення {\displaystyle Y_{e}} між 0,08 та 0,15 майже ідеально збігаються зі спостережуваною поширеністю важких елементів r-процесу для А > 130. Більші або менші значення зміщують піки до неправильних значень. Така залежність від {\displaystyle Y_{e}} пояснюється тим, що в моделі не враховано нейтрино та слабка взаємодія, що автори й запропонували зробити в подальших праця у цьому напрямку.

## Модель «здирання»
Якщо початкова система була сильно асиметрична, то існує імовірність реалізації сценарію, описаного у статі Кларка та Ердлі. У цій моделі менш масивна (0,1 M☉) і більш протяжна компактна зоря «поглинається» її важким супутником (1,4 M☉). Донор, таким чином, наближається до останньої стійкої конфігурації нейтронної зорі мінімальної маси та детонує. Інтерес до цієї моделі значно збільшився після реєстрації гравітаційного сигналу GW170817 та гамма-спалаху GRB170817A. Спостереження показали, що багато параметрів цього гамма-спалаху, який виявився доволі пекулярним, близькі до передбачених моделлю «здирання». Перший змістовний розрахунок процесу нуклеосинтезу в сценарії «здирання» був висвітлений у статі Панова та Юдіна 2020 року[первинне джерело]. Основні висновки статі наступні:
1. Достатній для перебігу r-процесу рівень вільних нейтронів N > {\textstyle 10^{22}} {\textstyle cm^{-3}} підтримується протягом декількох сотень мілісекунд, що достатньо для створення усіх важких ядер аж до урану, для випадків, коли початкова частка електронів, що характеризує ступінь нейтронізації речовини, дорівнює приблизно 0,25 та 0,35. Для двох сценаріїв із більшою часткою електронів (до 0,45) r-процес не йде, і генерація нових елементів відбувається за рахунок (α, X) реакцій, у тому числі, при нагріві речовини ударною хвилею.
2. Піки в області атомних мас з А {\displaystyle \sim } 130 та 196 для варіантів із малою часткою електронів добре структуровані та узгоджуються зі спостереженнями.
3. При утворенні третього піку «залізний» пік елементів з масовими числами близько 80 не вигорає, що відрізняється від динаміки утворення важких елементів у сценарії «злиття», у якому утворюються 2-й та 3-й піки (основний r-процес) у джетах, або формуються тільки 1-й та 2-й піки (неповний r-процес) у вітрі.